# هومبرتو ميندوزا
هومبرتو ميندوزا (بالإسبانية: Humberto Mendoza) (2 أكتوبر 1984 ببوكارامانغا في كولومبيا - ) هو لاعب كرة قدم كولومبي في مركز الدفاع. شارك مع منتخب كولومبيا لكرة القدم. أما مع النوادي، فقد لعب مع أتلتيكو ناسيونال ونادي أتليتيكو كولون وريال قرطاجنة وأتليتيكو بوكارامانغا.

## روابط خارجية
- هومبرتو ميندوزا على موقع قاعدة بيانات كرة القدم.إي يو (الإنجليزية)
- هومبرتو ميندوزا على موقع ناشيونال فوتبول تيمز (الإنجليزية)
- هومبرتو ميندوزا على موقع Soccerway.com (الإنجليزية)